# Rudolf Braun (Komponist)

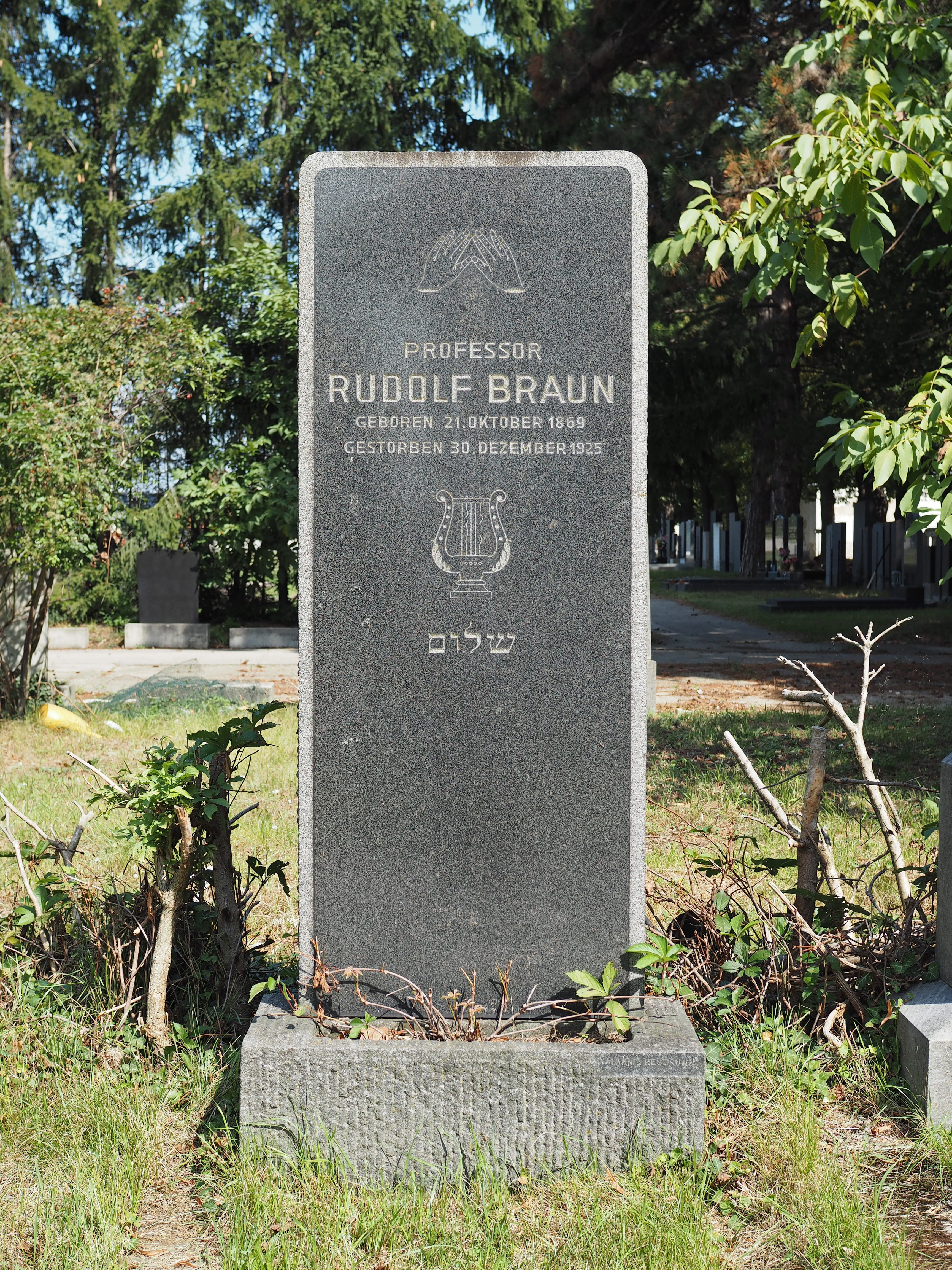
Grab von Rudolf Braun im neuen israelitischen Teil des Wiener Zentralfriedhofes

Rudolf Braun (* 21. Oktober 1869 in Wien; † 30. Dezember 1925 ebenda) war ein österreichischer Komponist, Pianist und Musikpädagoge.

## Leben und Werk
Rudolf Braun war von Geburt an blind. Er besuchte die Wiener Blindenschule. Er wurde ein Schüler Josef Labors.
Rudolf Braun trat mit einem Kompositionskonzert 1895 an die Öffentlichkeit. „Seine Tanzpantomime Marionettentreue wurde unter Gustav Mahlers Direktion an der Wiener Hofoper aufgeführt, die Pantomime Amor und Psyche verfasste Hugo von Hofmannsthal.“ Braun schrieb Klavierstücke, ein Streichquintett, Lieder, die Oper Ovid bei Hofe, das Singspiel Galante Zeit und Musik zu drei Pantomimen.